# 馬哈爾焦里烏帕齊拉
馬哈爾焦里乌帕齐拉是孟加拉国科格拉焦里縣的一个乌帕齐拉，位於吉大港专区的科格拉焦里縣。。

## 人口
據1991年孟加拉國人口普查，馬哈爾焦里共有戶數6,343戶，人口32609人。其中男性佔比52.95%，女性佔比47.05%；成年人口16,662人。該地7歲以上人口之平均識字率為26.5%，低於全國平均值（32.4%）。